# Кістки (телесеріал)
«Кістки» (англ. Bones) — американський процесуальний комедійно-драматичний серіал, створений Гартом Генсоном для телекомпанії Fox. Прем'єра показу відбулася 13 вересня 2005 року, а завершилась 28 березня 2017 року, всього в ефір вийшли 246 серій протягом дванадцяти сезонів. Шоу засноване на криміналістичній антропології та судово-археологічній науці, кожен епізод фокусується на матеріалах справи ФБР щодо таємниці людських останків, переданих спеціальним агентом ФБР Сілі Бутом (Девід Бореаназ) судовому антропологу доктору Темперанс «Кістка» Бреннан (Емілі Дешанель). Він також показує особисте життя героїв. Також до головного складу входять Мікаела Конлін, Ті Джей Тайн, Ерік Міллеган, Джонатан Адамс, Тамара Тейлор, Джон Френсіс Делі та Джон Бойд.
З 12 січня по 11 травня 2012 року в ефір виходив спін-офф серіалу під назвою «Шукач» з Джоффом Стульцом і Майклом Кларком Дунканом.
У 5-й серії 11 сезону серіалу під назвою «Воскресіння в залишках» відбувся кроссовер з іншим проектом Fox - серіалом «Сонна лощина», як продовження, Бут та Бреннан з'являються у 5 серії 3 сезону «Сонної лощини»: «Мерці не розповідають казок».

## Сюжет
Серіал присвячений розкриттю злочинів, які розслідує спеціальний агент ФБР Сілі Бут за допомогою команди антропологів з Джефферсонського інституту (алюзія на Смітсонівський інститут) під керівництвом докторки Темперенс Бреннан, яку Бут, всупереч її бажанню, називає на прізвисько «Кістка». Докторка Бреннан та її команда, як правило, отримують справи, де від тіла вбитого залишилися тільки кістки або ж розкладені залишки. Використовуючи технічні засоби, феноменальні знання Бреннан та її команди, творчі нахили Енджели, а також традиційні методи розслідування Бута, команда розкриває злочини. Іноді, окрім самого процесу розслідування, у серіалі показані також елементи судочинства США, робота суду та присяжних. Крім злочинів, у серіалі також розкриваються особисті взаємини між основними персонажами, включаючи потенційний роман між Бутом і Бреннан та їх сімейне життя, родинні стосунки.
Типова серія, традиційно для подібних серіалів, має закінчений сюжет, що передбачає розкриття злочину та виявлення злочинця, проте окремі серії іноді об'єднуються у сюжетні арки, поєднані спільними антагоністами, розшуком сім'ї Бреннан, або ж 2-серійні сюжети (як у 1 та 2 серії 4 сезону «Янкі в Англії», 1 та 2 серіях 11-го). Події 26 серії 4 сезону відбуваються у вигаданій реальності, яка ввижається Буту під час його непритомного стану після операції, пов'язаної з пухлиною мозку. 16 серія 5 сезону є серією флешбеком, що розповідає про перше знайомство Бреннан та Бута, що відбулася за рік до початку їх співпраці. 10 серія 10 сезону «Двохсота в Десятому» знову переносить персонажів у вигадану реальність, на цей раз голлівудського фільму 50-х.
Команда Бреннан та Бута протягом серіалу кілька разів змінювалась. Починаючи з першого сезону до неї, окрім Бута та Бреннан, входили: Джек Годжинс, Енджела Монтенеґро, Зак Едді та Деніел Гудман (лише протягом 1 сезону, в подальшому лише згадується у контексті). У другому сезоні до команди приєднується Каміла «Кем» Сароян (в якості керівника відділу Антропології), Керолайн Джуліан (помічник Федерального Атторнея (прокурора)) та Доктор Гордон Гордон Ваятт (британський психіатр на службі у ФБР). Із 3 сезону до основного складу приєднується Ланс Світс. З 4 сезону, після затримання та примусової госпіталізації Зака як спільника Гормогона, роль помічника Бреннан переходить до її інтернів, кількість яких змінюється протягом наступних сезонів. Останньою зміною, що відбулася після вбивства Світса, став Джеймс Обрі (починаючи з 10 сезону та до завершення).

## Концепція
Літературною основою персонажів серіалу є цикл із 20 детективних романів Кеті Райкс, головною героїнею яких є доктор Бреннан. Кеті Райкс є дипломованим антропологом, яка здійснювала судмедекспертизи для ФБР, і образ доктора Бреннан в книгах багато в чому є її альтер-еґо. Кеті Райкс також виступає продюсером даного серіалу. У серіалі Бреннан теж пише детективні романи, причому героїню її романів звуть Кеті Райкс.
Водночас, серіал досить вільно пов'язаний з романами Райкс. Так, серіал не Є екранізацією романів, сюжети серій оригінальні. По-друге, телевізійний образ Бреннан зазнав змін у порівнянні з літературним: у романах Темперанс Бреннан зріла, розлучена жінка, що виховує доньку-студентку, в минулому мала проблеми з алкоголем, проживає у Квебеку та працює над упізнанням трупів для правоохоронних органів США та Канади, не має сімейних таємниць, а її участь у розслідуваннях злочинів, що веде її колишній коханець  Ендрю Раян, обмежується оглядом трупів та місць злочинів, і не пов'язана з роботою слідчого та допитами підозрюваних. Окрім роботи у Канаді, вона викладає в Університеті Північної Кароліни (Шарлотт), тому практично порівну живе в обох країнах. По-третє — місце дії у серіалі перенесено до Вашингтону, а розслідування в основному обмежуються злочинами скоєними на території північно-східних штатів: Нової Англії та Атлантичного узбережжя, лише іноді дія переноситься до інших штатів: Вашингтон, Флорида, Невада, Техас та Каліфорнія, а також інших країн: Велика Британія та Аргентина, чи на облавок літака.

### Виробництво
У 2004 р. 20th Century Fox, на фоні сплеску популярності детективних криміналістично-процесуальних серіалів (так званого CSI - ефекту), замовила шоуранеру Гарту Генсону розробку подібного шоу. Генсону було запропоновано зустрітися з виконавчим продюсером Баррі Джозефсоном, який придбав права на створення документального фільму про криміналістичного антрополога та автора Кеті Райкс. Незважаючи на те, що сам Генсон не був зацікавлений розробці кримінального серіалу, після цієї зустрічі погодився написати пілотний епізод.
Розуміючи, що серіалу не вдасться уникнути порівняння з іншими, Генсон вирішив: по-перше наситити серіал гумором, в тому числі й чорним, граючись зі специфікою роботи персонажів; по-друге — замість використання традиційного для серіалів ефекту флешбеків, для демонстрації минулих подій (в тому числі й самого факту вбивства) у серіалі важливу роль виконує «Енджелотрон»: суперкомп'ютер за допомогою якого Енджела Монтенеґро не тільки відновлює зовнішність жертв, але й моделює ситуації можливого злочину та знаряддя злочину.

### Кастинг
Девід Бореаназ був першим актором, якого відібрали. Творець серіалу Гарт Генсон не був задоволений кандидатурами акторів на роль Сілі Бута; він негайно відгукнувся, коли керівник студії Дана Уолден запропонувала Бореаназа на роль.  Роль запропонували Бореаназу, але він не захопився участю після важкої зустрічі з виконавчими продюсерами Баррі Джозефсоном та Гартом Генсоном, хоча вважав, що сценарій написаний добре. Однак після того, як продюсери знову зв'язалися з ним, щоб переконати його прийняти роль, Бореаназ погодився підписатись і був обраний за роль Сілі Бута.
Емілі Дешанель була обрана у ролі Темперанс Бреннан перед початком виробництва пілота.  Після того, як Дешанель закінчила фільм « Дорога слави», продюсер фільму Джеррі Брукгаймер порекомендував їй пройти прослуховування. Дешанель вразила Гарта Генсона на прослуховуванні своєю напористістю. У напружену хвилину на сцені прослуховування Девід Бореаназ підійшов ближче до Дешанель; і Дешанель трималася на своєму, а не відступала, як це робили більшість інших актрис. Генсон зауважив, що у такій ситуації «90% акторів зробить крок назад». Дешанель згодом була обрана на роль.
Починаючи з четвертого сезону, Зака Едді (Ерік Міллеган) замінили чергою лаборантів: Венделл Брей (Майкл Грант Террі), Колін Фішер (Джоель Мур), Арасту Вазірі (Педж Вахдат), Вінсент Найджел-Мюррей (Раян Картрайт), Кларк Едісон (Юджин Берд) та Дейзі Вік (Карла Галло). Один — Скотт Старет (його роль виконав Майкл Бадалукко, відомий за серіалом «Практика») — набагато старший за типового студента. Маріса Кафлан зіграла гостьову роль у кількох епізодах середини сезону в ролі агента ФБР Пейтон Перотти, яку направили до Джефферсонського інституту, як тимчасову заміну Бута, коли він був підозрюваним.

## Акторський склад
| Актор                           | Персонаж                                    | Сезони            | Сезони            | Сезони            | Сезони               | Сезони            | Сезони            | Сезони            | Сезони            | Сезони            | Сезони            | Сезони            | Сезони               |
| ------------------------------- | ------------------------------------------- | ----------------- | ----------------- | ----------------- | -------------------- | ----------------- | ----------------- | ----------------- | ----------------- | ----------------- | ----------------- | ----------------- | -------------------- |
| Актор                           | Персонаж                                    | 1                 | 2                 | 3                 | 4                    | 5                 | 6                 | 7                 | 8                 | 9                 | 10                | 11                | 12                   |
| Основний склад                  |                                             |                   |                   |                   |                      |                   |                   |                   |                   |                   |                   |                   |                      |
| Девід Бореаназ                  | Спеціальний агент Сілі Бут                  | Основний персонаж | Основний персонаж | Основний персонаж | Основний персонаж    | Основний персонаж | Основний персонаж | Основний персонаж | Основний персонаж | Основний персонаж | Основний персонаж | Основний персонаж | Основний персонаж    |
| Емілі Дешанель                  | Доктор Темперанс «Кістка» Бреннан           | Основний персонаж | Основний персонаж | Основний персонаж | Основний персонаж    | Основний персонаж | Основний персонаж | Основний персонаж | Основний персонаж | Основний персонаж | Основний персонаж | Основний персонаж | Основний персонаж    |
| Мікаела Конлін                  | Енджела Перлі-Ґейтс Монтенеґро              | Основний персонаж | Основний персонаж | Основний персонаж | Основний персонаж    | Основний персонаж | Основний персонаж | Основний персонаж | Основний персонаж | Основний персонаж | Основний персонаж | Основний персонаж | Основний персонаж    |
| Ерік Міллеган                   | Доктор Закарі Урія «Зак» Едді               | Основний персонаж | Основний персонаж | Основний персонаж | Періодичний персонаж | Запрошена зірка   | Не з'являється    | Не з'являється    | Не з'являється    | Не з'являється    | Не з'являється    | Запрошена зірка   | Періодичний персонаж |
| Ті Джей Тайн                    | Доктор Джек Стенлі Годжинс                  | Основний персонаж | Основний персонаж | Основний персонаж | Основний персонаж    | Основний персонаж | Основний персонаж | Основний персонаж | Основний персонаж | Основний персонаж | Основний персонаж | Основний персонаж | Основний персонаж    |
| Джонатан Адамс                  | Доктор Деніел Гудман                        | Основний персонаж | Не з'являється    | Не з'являється    | Не з'являється       | Не з'являється    | Не з'являється    | Не з'являється    | Не з'являється    | Не з'являється    | Не з'являється    | Не з'являється    | Не з'являється       |
| Тамара Тейлор                   | Доктор Каміла «Кем» Сароян                  | Не з'являється    | Основний персонаж | Основний персонаж | Основний персонаж    | Основний персонаж | Основний персонаж | Основний персонаж | Основний персонаж | Основний персонаж | Основний персонаж | Основний персонаж | Основний персонаж    |
| Джон Френсіс Делі               | Доктор Ланс Світс                           | Не з'являється    | Не з'являється    | Основний персонаж | Основний персонаж    | Основний персонаж | Основний персонаж | Основний персонаж | Основний персонаж | Основний персонаж | Основний персонаж | Не з'являється    | Не з'являється       |
| Джон Бойд                       | Спеціальний агент Джеймс Обрі               | Не з'являється    | Не з'являється    | Не з'являється    | Не з'являється       | Не з'являється    | Не з'являється    | Не з'являється    | Не з'являється    | Не з'являється    | Основний персонаж | Основний персонаж | Основний персонаж    |
| Другорядний склад (родичі)      |                                             |                   |                   |                   |                      |                   |                   |                   |                   |                   |                   |                   |                      |
| Лорен Дін                       | Рассел «Рас» Бреннан (Кайл Кінан)           | Періодично        | Періодично        | Періодично        |                      |                   |                   |                   |                   |                   |                   |                   |                      |
| Раян О'Ніл                      | Макс Бреннан (Меттью Кінан)                 |                   | Періодично        | Періодично        | Періодично           | Періодично        | Періодично        | Періодично        | Періодично        | Періодично        | Періодично        | Періодично        | Періодично           |
| Біллі Гіббонс                   | камео, батько Енджели, гітарист ZZ Top      | Періодично        | Періодично        | Періодично        | Періодично           | Періодично        | Періодично        | Періодично        | Періодично        | Періодично        | Періодично        |                   |                      |
| Брендан Фер                     | Джаред Бут                                  |                   |                   |                   | періодично           | періодично        |                   |                   |                   |                   |                   |                   |                      |
| Тай Паніц, Гевін Макінтош       | Паркер Бут                                  | Періодично        | Періодично        | Періодично        | Періодично           | Періодично        | Періодично        | Періодично        |                   | Періодично        |                   | Періодично        | Періодично           |
| Ральф Уейт                      | Хенк Бут                                    |                   |                   |                   |                      | Періодично        | Періодично        | Періодично        | Періодично        | Періодично        |                   |                   |                      |
| Дана Девіс, Тіффані Хайнс       | Мішель Уелтон                               |                   |                   |                   | Періодично           | Періодично        | Періодично        | Періодично        | Періодично        | Періодично        |                   |                   | Періодично           |
| Другорядний склад (колеги)      |                                             |                   |                   |                   |                      |                   |                   |                   |                   |                   |                   |                   |                      |
| Патриція Белчер                 | Керолайн Джуліан                            | Періодично        | Періодично        | Періодично        | Періодично           | Періодично        | Періодично        | Періодично        | Періодично        | Періодично        | Періодично        | Періодично        | Періодично           |
| Джон М. Джексон                 | Сем Каллен                                  | Періодично        |                   |                   |                      |                   |                   |                   |                   |                   |                   |                   |                      |
| Стівен Фрай                     | Гордон Гордон Ваятт                         |                   | Періодично        |                   | Періодично           | Періодично        |                   |                   |                   |                   |                   |                   | Періодично           |
| Едді МакКлінток                 | Тім «Саллі» Салліван                        |                   | Періодично        |                   |                      |                   |                   |                   |                   |                   |                   |                   | Періодично           |
| Маріса Кафлан                   | Пейтон Перотта                              |                   |                   |                   | Періодично           |                   |                   |                   |                   |                   |                   |                   |                      |
| Дідріх Бадер                    | Ендрю Хакер                                 |                   |                   |                   |                      |                   |                   |                   |                   |                   |                   |                   |                      |
| Тіна Марджоріно                 | Женев'єва «Дженні» Шоу                      |                   |                   |                   |                      |                   | Періодично        | Періодично        |                   |                   |                   |                   |                      |
| Сара Ру                         | Карен Дельфс                                |                   |                   |                   |                      |                   |                   |                   |                   |                   |                   | Періодично        | Періодично           |
| Другорядний склад (інтерни)     |                                             |                   |                   |                   |                      |                   |                   |                   |                   |                   |                   |                   |                      |
| Юджин Берд                      | Доктор Кларк Едісон                         |                   |                   | Періодично        | Періодично           | Періодично        | Періодично        | Періодично        | Періодично        | Періодично        | Періодично        | Періодично        | Періодично           |
| Раян Картрайт                   | Вінсент Найджел Мюррей                      |                   |                   |                   | Періодично           | Періодично        | Періодично        |                   |                   |                   |                   |                   |                      |
| Майкл Грант Террі               | Венделл Брей                                |                   |                   |                   | Періодично           | Періодично        | Періодично        | Періодично        | Періодично        | Періодично        | Періодично        | Періодично        | Періодично           |
| Джоел Девіда Мур                | Колін Фішер                                 |                   |                   |                   | Періодично           | Періодично        | Періодично        | Періодично        | Періодично        | Періодично        | Періодично        | Періодично        | Періодично           |
| Педж Вахдат                     | Арасту Вазірі                               |                   |                   |                   | Періодично           | Періодично        | Періодично        | Періодично        | Періодично        | Періодично        | Періодично        | Періодично        | Періодично           |
| Карла Галло                     | Дейзі Вік                                   |                   |                   |                   | Періодично           | Періодично        | Періодично        | Періодично        | Періодично        | Періодично        | Періодично        | Періодично        | Періодично           |
| Скотт Ловелл                    | Дуглас Філмор                               |                   |                   |                   |                      |                   | Періодично        | Періодично        | Періодично        | Періодично        |                   |                   |                      |
| Люк Клейнтак                    | Фінн Ебернаті                               |                   |                   |                   |                      |                   |                   | Періодично        | Періодично        | Періодично        |                   |                   |                      |
| Браян Клагман                   | Доктор Олівер Уелс                          |                   |                   |                   |                      |                   |                   |                   | Періодично        | Періодично        | Періодично        | Періодично        |                      |
| Ігнасіо Серрічіо                | Родольфо Фуентес                            |                   |                   |                   |                      |                   |                   |                   |                   | Пеіродично        | Пеіродично        | Пеіродично        | Пеіродично           |
| Лора Спенсер                    | Джессіка Уоррен                             |                   |                   |                   |                      |                   |                   |                   |                   | Періодично        | Періодично        | Періодично        | Періодично           |
| Другорядний склад (антагоністи) |                                             |                   |                   |                   |                      |                   |                   |                   |                   |                   |                   |                   |                      |
| Хіт Фрімен                      | Говард Еппс                                 | Періодично        | Періодично        |                   |                      |                   |                   |                   |                   |                   |                   |                   |                      |
| Дірдрі Лавджой                  | Могильник/Могильниця, прокурор Гізер Теффет |                   | Періодично        |                   | Періодично           | Періодично        | Періодично        |                   |                   |                   |                   |                   |                      |
| Лоуренс Тодд Розенталь          | Гормогон                                    |                   |                   | Періодично        |                      |                   |                   |                   |                   |                   |                   |                   |                      |
| Арнольд Вослу                   | Джейкоб Бродскі                             |                   |                   |                   |                      |                   | Періодично        |                   |                   |                   |                   |                   |                      |
| Ендрю Лідс                      | Крістофер Пелант                            |                   |                   |                   |                      |                   |                   | Періодично        | Періодично        | Періодично        | Періодично        |                   |                      |
| Келлі Резерфорд                 | Вбивця-привид, Стефані Макнамара            |                   |                   |                   |                      |                   |                   |                   |                   | Періодично        |                   |                   |                      |
|                                 | Змовник                                     |                   |                   |                   |                      |                   |                   |                   |                   | Періодично        |                   |                   |                      |
| Джейсогн Грей-Стенфорд          | Роджер Флендер                              |                   |                   |                   |                      |                   |                   |                   |                   |                   |                   |                   |                      |
| Раві Капур                      | Ляльковод (доктор Рашан)                    |                   |                   |                   |                      |                   |                   |                   |                   |                   |                   | Періодично        | Періодично           |
| Херардо Челаско                 | Марк Ковач                                  |                   |                   |                   |                      |                   |                   |                   |                   |                   |                   |                   |                      |

## Список епізодів
| Сезон | Кількість епізодів | Оригінальні дати показу | Оригінальні дати показу |
| Сезон | Кількість епізодів | Прем'єра сезону         | Фінал сезону            |
| ----- | ------------------ | ----------------------- | ----------------------- |
| 1     | 22                 | 13 вересня 2005         | 17 травня 2006          |
| 2     | 21                 | 30 серпня 2006          | 16 травня 2007          |
| 3     | 15                 | 25 вересня 2007         | 19 травня 2008          |
| 4     | 26                 | 3 вересня 2008          | 14 травня 2009          |
| 5     | 22                 | 17 вересня 2009         | 20 травня 2010          |
| 6     | 23                 | 23 вересня 2010         | 19 травня 2011          |
| 7     | 13                 | 3 листопада 2011        | 14 травня 2012          |
| 8     | 24                 | 17 вересня 2012         | 29 квітня 2013          |
| 9     | 24                 | 16 вересня 2013         | 19 травня 2014          |
| 10    | 22                 | 25 вересня 2014         | 11 серпня 2015          |
| 11    | 22                 | 1 жовтня 2015           | 21 липня 2016           |
| 12    | 12                 | 3 січня 2017            | 28 березня 2017         |

## Головні персонажі
Список персонажів телесеріалу "Кістки"
| Ім'я                              | Виконавець        | Характеристика | Статус                                     |
| --------------------------------- | ----------------- | --- | ------------------------------------------ |
| Доктор Темперанс «Кістка» Бреннан | Емілі Дешанель    | Антропологиня, що працює в Джефферсонському інституті у Вашингтоні. Пише детективні романи. Є дуже талановитою науковицею, але через надмірне зосередження на роботі, замало часу приділяє спілкуванню з людьми. «Кістка» — прізвисько, дане Бутом, яку вона спочатку не переносила; пізніше звикла і навіть сама іноді себе так називала. Наприкінці 6 сезону Бреннан дізнається, що вона вагітна від Бута, з яким вона перед тим була у нетривалих стосунках після вбивства інтерна Вінсента Найджела Мурея — її найкращого інтерна (Раян Картврайт).                                                                                          | Постійний (2005—2017)                      |
| Спеціальний агент Сілі Бут        | Девід Бореаназ    | Співробітник ФБР, напарник Бреннан. На відміну від інших головних персонажів, Бут мало розбирається в науці і звичайно вимагає спрощених пояснень замість наукових термінів (часто казав кістці «Повтори, будь ласка, ще раз, але людською мовою»). Дуже добре інтерпретує знахідки антропологів. Колишній армійський снайпер, на рахунку якого не менше 50 підтверджених «мішеней». Переконаний католик. Не одружений (згодом одружений з Темперанс Бреннан), має сина Паркера (згодом від Темперанс має доньку Крістін і сина Хенка). Ненавидить і боїться клоунів.                                                                            | Постійний (2005—2017)                      |
| Енджела Перлі-Ґейтс Монтенеґро    | Мікаела Конлін    | Експертка з відновлення зовнішності (реконструкції) по черепу людини, для цього використовує голографічний проектор та в ранішніх сезонах візуальну програму власної розробки — ЕнджелаТор. Найкраща подруга Бреннан. Відрізняється незалежним особистим життям. Роль її батька виконує Біллі Гіббонс (гітарист ZZ Top), причому середнє ім'я Енджели — «Перлі-Ґейтс», це ім'я його улюбленої гітари. Згодом одружується з Джеком Годженсом, з яким перед тим мала складні, але інтенсивні стосунки, та має від нього дитину, яку народила наприкінці 6 сезону — Майкла Строкато Вінсента Годжинса.                                              | Постійний (2005—2017)                      |
| Доктор Джек Стенлі Годжинс        | Ті Джей Тайн      | ентомолог і експерт зі спор і мінералів. Спадкоємець найбагатшої американської родини, свій стан приховує (згодом втрачає усі статки через хакера Крістофера Пеланта, який поставив його перед вибором — врятувати ні в чому не винних дітей чи врятувати 2 000 000 доларів). Схиблений на теоріях змови. Годжинс приховує від родини своє заняття, побоюючись, що родичі могли б перешкодити його улюбленій справі. Одружений із Енджелою, має дитину. | Постійний (2005—2017)                      |
| Доктор Каміла «Кем» Сароян        | Тамара Тейлор     | Патологоанатомка, начальниця Бреннан, спеціалістка з м'яких тканин, колишня кохана Бута. Після розслідування вбивства свого колишнього (10-річної давності) нареченого, удочеряє його дочку Мішель, щоб звільнити її від перспективи притулку. Мішель 16 років, і неодруженій Кем вперше доводиться стикатися з материнськими турботами, виховуючи підлітка. | Постійний (2006—2017)                      |
| Доктор Ланс Світс                 | Джон Френсіс Делі | психіатр, назначений начальством Бута в третьому сезоні, щоб залагодити проблеми у відносинах Бута і Бреннан. Часто допомагає їм складати психологічні профілі та аналізувати підозрюваних. Не одружений, проте зустрічається із Дейзі Вік (Карла Галло), одною з інтернів доктора Бреннан. Ланс та Дейзі були заручені, але після того, як Дейзі вирішила поїхати на Молуккські острови разом із доктор Бреннан, їхнє заручення було розірване. Помер в першому епізоді 10 сезону. Бут дуже тяжко переживав його загибель і картав себе, за те, що ордер та інші папери мав везти він, а не Світс і мав загинути він, а не його найкращий друг. | Епізодичний, потім постійний (2007—2014)   |
| Закарі Урія «Зак» Едді            | Ерік Міллеган     | Асистент Бреннан. На початку другого сезону захищає докторську дисертацію з антропології та стає повноправним членом команди. Як і Бреннан, йому складно спілкуватися з нормальними людьми. Надзвичайно обдарований: в одинадцятій серії згадується, що його IQ набагато вище 163 (рівня «генія»). Виявився спільником Гормогона, після чого доктор Бреннан змушена найняти інтернів, яки б виконували роботу Зака. | Постійний (2005—2008), пізніше епізодичній |
| Доктор Деніел Гудман              | Джонатан Адамс    | директор Джефферсонського інституту і колишній археолог, начальник Бреннан у першому сезоні. |                                            |